# Frank Lundsgaard Gundersen
Frank Lundsgaard Gundersen (født 11. februar 1962) er en dansk skuespiller.
Gundersen er uddannet fra Skuespillerskolen ved Odense Teater i 1991.

## Filmografi
- Frække Frida og de frygtløse spioner (1994)
- Ørnens øje (1997)
- At kende sandheden (2002)